# Synemosyna edwardsi
Synemosyna edwardsi là một loài nhện trong họ Salticidae.
Loài này thuộc chi Synemosyna. Synemosyna edwardsi được Cutler miêu tả năm 1985.